# アドリー・コスター
アドリー・コスター（Adrie Koster, 1954年10月18日 - ）は、オランダ出身の元サッカー選手、サッカー指導者。元オランダ代表のミッドフィールダー。

## 所属クラブ
- 1977年 - 1979年  ローダJC
- 1979年 - 1983年  PSVアイントホーフェン

## 指導歴
- 1985年 - 1986年  FCアイントホーフェン アシスタントコーチ
- 1986年 - 1990年  ヴィレムII アシスタントコーチ
- 1990年 - 1991年  ヴィレムII
- 1991年 - 1993年  ローダJC
- 1993年 - 1995年  ヘルモント・スポルト
- 1995年 - 1997年  TOPオス
- 1997年 - 2003年  SBVエクセルシオール
- 2004年 - 2005年  VVVフェンロー
- 2005年 - 2007年  RKCヴァールヴァイク
- 2007年 - 0000年  アヤックス・アムステルダム ユース監督
- 2007年 - 2008年  アヤックス・アムステルダム
- 2008年 - 2009年  ヨング・アヤックス
- 2009年 - 2011年  クラブ・ブルッヘ
- 2012年 - 0000年  KベールスホットAC
- 2013年 - 2014年  クラブ・アフリカーン
- 2014年 - 0000年  U-21オランダ代表
- 2015年 - 2017年  U-23サウジアラビア代表
- 2018年 - 2021年  ヴィレムII